# Гіалоплазма

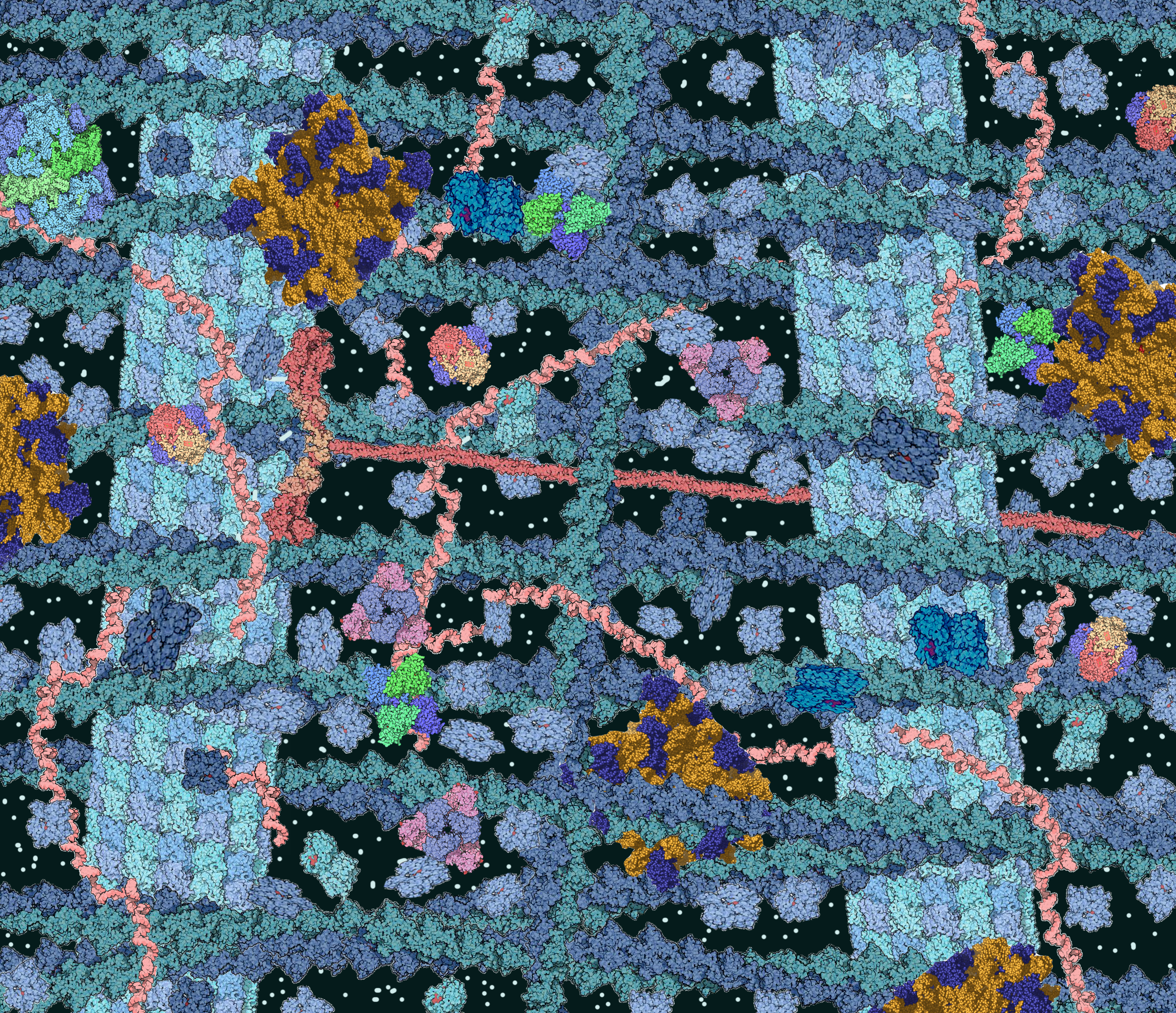
Гіалоплазма. На рисунку голубим зображені мікротрубочки, темно-синім забарвлені мікрофіламенти, рибосоми зафарбовані жовтим і фіолетовим, розчинені білки показані голубим кольором, кінезин офарбований червоним, малі молекули — білим, а РНК — рожевим.

Гіалоплазма (або цитозоль) — рідкий вміст клітини. Більшу частину гіалоплазми займає внутрішньоклітинна рідина. Цитозоль поділяється на компартменти за допомогою різноманітних мембран. У ядерних організмів гіалоплазма розташовується під плазматичною мембраною і є частиною цитоплазми, куди окрім цитозолю належать мітохондрії, пластиди й інші органели, але не їх внутрішні рідини та структури. Таким чином, цитозоль є рідким матриксом, що оточує органели. У доядерних організмів багато хімічних реакцій обміну речовин відбуваються в гіалоплазмі, і лише невелика їх частина відбувається в мембранах і периплазмі. Хоч у ядерних багато реакцій перебігають в органелах, деякі відбуваються в цитозолі.
З хімічного погляду цитозоль є складною сумішшю речовин, розчинених у рідині. Хоч і велика частина цитозолю представлена водою, його структура та властивості всередині клітин вивчені недостатньо. Концентрації йонів, як-от катіонів Калію та Натрію, відрізняються в цитозолі та внутрішньоклітинній речовині. Ця різниця концентрацій є суттєвою для таких процесів, як осморегуляція, передача сигналу та створення потенціалу дії в збудливих клітинах, як-от ендокринні, нервові та м'язові клітини. У гіалоплазмі також міститься багато макромолекул, що здатні змінювати поведінку молекул за посередництва ефекту гуртування макромолекул.
Хоч і раніше гіалоплазму розглядали як простий розчин молекул, він має декілька рівнів організації. Серед них — градієнти концентрацій йонів (наприклад, Кальцію), великі ферментні комплекси, що взаємодіють один із одним і здійснюють різноманітні хімічні реакції, а також білкові комплекси типу карбоксисом і протеасом, які містяться в собі частину цитозолю.